# Danh sách vận động viên giành huy chương Thế vận hội môn bóng đá
Đây là bản danh sách đầy đủ về các đội tuyển và vận động viên giành huy chương môn Bóng đá tại Thế vận hội.

## Nam
| Đại hội               | Vàng | Bạc | Đồng |
| --------------------- | --- | --- | --- |
| Athens 1896           | không có trong chương trình thi đấu của Đại hội | không có trong chương trình thi đấu của Đại hội | không có trong chương trình thi đấu của Đại hội |
| Paris 1900            | Anh Quốc (GBR) · James Jones · Claude Buckenham · William Gosling · Alfred Chalk · T. E. Burridge · William Quash · Richard Turner · F. G. Spackman · John Nicholas · Jack Zealley · Henry Haslam | Pháp (FRA) · Pierre Allemane · Louis Bach · Alfred Bloch · Fernand Canelle · Duparc · Eugène Fraysse · Virgile Gaillard · Georges Garnier · René Grandjean · Lucien Huteau · Marcel Lambert · Maurice Macaine · Gaston Peltier | Bỉ (BEL) · Albert Delbecque · Hendrik van Heuckelum · Raul Kelecom · Marcel Leboutte · Lucien Londot · Ernest Moreau de Melen · Edmond Neefs · Georges Pelgrims · Alphonse Renier · Emile Spannoghe · Eric Thornton |
| St. Louis 1904        | Canada (CAN) · George Ducker · John Fraser · John Gourlay · Alexander Hall · Albert Johnston · Robert Lane · Ernest Linton · Gordon McDonald · Frederick Steep · Tom Taylor · William Twaits · Otto Christman · Albert Henderson | Hoa Kỳ (USA) · Charles Bartliff · Warren Brittingham · Oscar Brockmeyer · Alexander Cudmore · Charles January · John January · Thomas January · Raymond Lawler · Joseph Lydon · Louis Menges · Peter Ratican | Hoa Kỳ (USA) · Joseph Brady · George Cooke · Thomas Cooke · Cormic Cosgrove · Dierkes · Martin Dooling · Frank Frost · Claude Jameson · Henry Jameson · Johnson · O'Connell · Harry Tate |
| Luân Đôn 1908         | Anh Quốc (GBR) · Horace Bailey · Arthur Berry · Frederick Chapman · Walter Corbett · Harold Hardman · Robert Hawkes · Kenneth Hunt · Herbert Smith · Harold Stapley · Clyde Purnell · Vivian Woodward George Barlow · Albert Bell · Ronald Brebner · W. Crabtree · Walter Daffern · Thomas Porter · Albert Scothern                                                                                  | Đan Mạch (DEN) · Peter Marius Andersen · Harald Bohr · Charles Buchwald · Ludvig Drescher · Johannes Gandil · Harald Hansen · August Lindgren · Kristian Middelboe · Nils Middelboe · Sophus Nielsen · Oskar Nørland · Bjørn Rasmussen · Vilhelm Wolfhagen Magnus Beck · Ødbert E. Bjarnholt · Knud Hansen · Einar Middelboe                                                                                         | Hà Lan (NED) · Reinier Beeuwkes · Frans de Bruyn Kops · Karel Heijting · Jan Kok · Bok de Korver · Emil Mundt · Louis Otten · Jops Reeman · Edu Snethlage · Ed Sol · Jan Thomée · Caius Welcker Jan van den Berg · Lo la Chapelle · Vic Gonsalves · John Heijting · Tonie van Renterghem |
| Stockholm 1912        | Anh Quốc (GBR) · Arthur Berry · Ronald Brebner · Thomas Burn · Joseph Dines · Edward Hanney · Gordon Hoare · Arthur Knight · Henry Littlewort · Ivan Sharpe · Harold Walden · Vivian Woodward Douglas McWhirter · Harold Stamper · Gordon Wright | Đan Mạch (DEN) · Paul Berth · Charles Buchwald · Hjalmar Christoffersen · Harald Hansen · Sophus Hansen · Ivar Lykke · Nils Middelboe · Sophus Nielsen · Anthon Olsen · Axel Petersen · Vilhelm Wolfhagen Emil Jørgensen · Oskar Nørland · Poul Nielsen · Axel Thufason Svend Aage Castella · Ludvig Drescher · Axel Dyrberg · Viggo Malmquist · Christian Morville                                                  | Hà Lan (NED) · Nico Bouvy · Huug de Groot · Bok de Korver · Nico de Wolf · Constant Feith · Just Göbel · Dirk Lotsy · Caesar ten Cate · Jan van Breda Kolff · Jan Vos · David Wijnveldt Piet Bouman · Joop Boutmy · Ge Fortgens · Jan van der Sluis |
| Antwerp 1920          | Bỉ (BEL) · Félix Balyu · Désiré Bastin · Mathieu Bragard · Robert Coppée · Jean De Bie · André Fierens · Emile Hanse · Georges Hebdin · Louis van Hege · Henri Larnoe · Joseph Musch · Fernand Nisot · Armand Swartenbroeks · Oscar Verbeeck | Tây Ban Nha (ESP) · Patricio Arabolaza · Mariano Arrate · Juan Artola · José María Belauste · Sabino Bilbao · Agustín Eizaguirre · Ramón Equiazábal · Ramón Gil · Domingo Acedo · Silverio Izaguirre · Rafael Moreno · Luis Otero · Francisco Pagazaurtundúa · José Samitier · Agustín Sancho · Félix Sesúmaga · Pedro Vallana · Joaquín Vázquez · Ricardo Zamora                                                    | Hà Lan (NED) · Arie Bieshaar · Leo Bosschart · Evert Bulder · Jaap Bulder · Harry Dénis · Jan van Dort · Ber Groosjohan · Felix von Heijden · Frits Kuipers · Dick MacNeill · Jan de Natris · Oscar van Rappard · Henk Steeman · Ben Verweij |
| Paris 1924            | Uruguay (URU) · José Andrade · Pedro Arispe · Pedro Céa · Alfredo Ghierra · Andrés Mazali · José Nasazzi · José Naya · Pedro Petrone · Ángel Romano · Héctor Scarone · Humberto Tomasina · Antonio Urdinarán · Santos Urdinarán · José Vidal · Alfredo Zibechi Pedro Casella · Luis Chiappara · Pedro Etchegoyen · Zoilo Saldombide · Pascual Somma · Fermín Uriarte · Pedro Zingone                 | Thụy Sĩ (SUI) · Max Abegglen · Félix Bédouret · Walter Dietrich · Karl Ehrenbolger · Paul Fässler · Edmond Kramer · Adolphe Mengotti · August Oberhauser · Robert Pache · Aron Pollitz · Hans Pulver · Rudolf Ramseyer · Adolphe Reymond · Paul Schmiedlin · Paul Sturzenegger Charles Bouvier · Gustav Gottenkieny · Jean Haag · Marcel Katz · Louis Richard · Teo Schär · Walter Weiler                            | Thụy Điển (SWE) · Axel Alfredsson · Charles Brommesson · Gustaf Carlsson · Albin Dahl · Sven Friberg · Fritjof Hillén · Konrad Hirsch · Gunnar Holmberg · Per Kaufeldt · Tore Keller · Rudolf Kock · Sigfrid Lindberg · Sven Lindqvist · Evert Lundqvist · Sten Mellgren · Sven Rydell · Harry Sundberg · Thorsten Svensson Karl Gustafsson · Vigor Lindberg · Gunnar Olsson · Robert Zander                       |
| Amsterdam 1928        | Uruguay (URU) · José Andrade · Pedro Arispe · Juan Arremón · René Borjas · Antonio Campolo · Adhemar Canavesi · Héctor Castro · Pedro Céa · Lorenzo Fernández · Roberto Figueroa · Alvaro Gestido · Andrés Mazali · José Nasazzi · Pedro Petrone · Juan Piriz · Héctor Scarone · Santos Urdinarán Peregrino Anselmo · Venancio Bartibas · Fausto Batignani · Ángel Melogno · Domingo Tejera ·        | Argentina (ARG) · Ludovico Bidoglio · Ángel Bossio · Saúl Calandra · Adolfo Carricaberry · Roberto Cherro · Octavio Díaz · Juan Evaristo · Manuel Ferreira · Enrique Gainzarain · Ángel Médici · Luis Monti · Rodolfo Orlandini · Raimundo Orsi · Fernando Paternoster · Feliciano Perducca · Domingo Tarasconi Alfredo Helman · Segundo Luna · Pedro Ochoa · Natalio Perinetti · Luis Weihmuller · Adolfo Zumelzú · | Ý (ITA) · Adolfo Baloncieri · Elvio Banchero · Delfo Bellini · Fulvio Bernardini · Umberto Caligaris · Giampiero Combi · Giovanni De Prà · Pietro Genovesi · Antonio Janni · Virgilio Levratto · Mario Magnozzi · Silvio Pietroboni · Alfredo Pitto · Enrico Rivolta · Virginio Rosetta · Gino Rossetti · Angelo Schiavio Valentino Degani · Attilio Ferraris · Felice Gasperi · Pietro Pastore · Andrea Viviano · |
| Los Angeles 1932      | không bao gồm chương trình Thế vận hội | không bao gồm chương trình Thế vận hội | không bao gồm chương trình Thế vận hội |
| Berlin 1936           | Ý (ITA) · Giuseppe Baldo · Sergio Bertoni · Carlo Biagi · Giulio Cappelli · Alfredo Foni · Annibale Frossi · Francesco Gabriotti · Ugo Locatelli · Libero Marchini · Alfonso Negro · Achille Piccini · Pietro Rava · Luigi Scarabello · Bruno Venturini | Áo (AUT) · Franz Fuchsberger · Max Hofmeister · Eduard Kainberger · Karl Kainberger · Martin Kargl · Josef Kitzmüller · Anton Krenn · Ernst Künz · Adolf Laudon · Franz Mandl · Klement Steinmetz · Karl Wahlmüller · Walter Werginz | Na Uy (NOR) · Arne Brustad · Nils Eriksen · Odd Frantzen · Sverre Hansen · Rolf Holmberg · Øivind Holmsen · Fredrik Horn · Magnar Isaksen · Henry Johansen · Jørgen Juve · Reidar Kvammen · Alf Martinsen · Magdalon Monsen · Frithjof Ulleberg |
| Luân Đôn 1948         | Thụy Điển (SWE) · Torsten Lindberg · Karl Svensson · Knut Nordahl · Erik Nilsson · Birger Rosengren · Bertil Nordahl · Sune Andersson · Gunnar Gren · Gunnar Nordahl · Henry Carlsson · Nils Liedholm · Barje Leander | Nam Tư (YUG) · Franjo Šoštarić · Miroslav Brozović · Branko Stanković · Zlatko Čajkovski · Miodrag Jovanović · Aleksandar Atanacković · Prvoslav Mihajlović · Rajko Mitić · Franjo Wölfl · Stjepan Bobek · Željko Čajkovski · Kosta Tomašević · Ljubomir Lovrić · Zvonimir Cimermančić · Bernard Vukas | Đan Mạch (DEN) · John Hansen · Karl Aage Hansen · Ivan Jensen · Viggo Jensen · Knud Lundberg · Eigil Nielsen · Knud Børge Overgaard · Axel Pilmark · Johannes Pløger · Carl Aage Præst · Holger Seebach · Jørgen Leschly Sørensen · Dion Ørnvold · Knud Bastrup-Birk · Hans Colberg · Edvin Hansen · Jørgen W. Hansen · Erik Kuld Jensen · Ove Jensen · Per Knudsen · Poul Petersen · Erling Sørensen              |
| Helsinki 1952         | Hungary (HUN) · Gyula Grosics · Jenő Dálnoki · Mihály Lantos · Imre Kovács · Gyula Lóránt · József Bozsik · László Budai · Sándor Kocsis · Nándor Hidegkuti · Ferenc Puskás · Zoltán Czibor · Jenő Buzánszky · József Zakariás · Lajos Csordás · Péter Palotás | Nam Tư (YUG) · Vladimir Beara · Branko Stanković · Tomislav Crnković · Zlatko Čajkovski · Ivan Horvat · Vujadin Boškov · Tihomir Ognjanov · Rajko Mitić · Bernard Vukas · Stjepan Bobek · Branko Zebec | Thụy Điển (SWE) · Karl Svensson · Lennart Samuelsson · Erik Nilsson · Holger Hansson · Bengt Gustavsson · Gösta Lindh · Sylve Bengtsson · Gösta Löfgren · Ingvar Rydell · Yngve Brodd · Gösta Sandberg · Olof Ahlund |
| Melbourne 1956        | Liên Xô (URS) · Lev Yashin · Nikolai Tishchenko · Mikhail Ogonkov · Aleksei Paramonov · Anatoli Bashashkin · Igor Netto · Boris Tatushin · Anatoli Isayev · Eduard Streltsov · Valentin Ivanov · Vladimir Ryzhkin · Boris Kuznetsov · Yozhef Betsa · Sergei Salnikov · Boris Razinsky · Anatoli Maslyonkin · Anatoli Ilyin · Nikita Simonyan                                                         | Nam Tư (YUG) · Petar Radenković · Mladen Koščak · Nikola Radović · Ivan Šantek · Ljubiša Spajić · Dobrosav Krstić · Dragoslav Šekularac · Zlatko Papec · Sava Antić · Todor Veselinović · Muhamed Mujić · Blagoje Vidinić · Ibrahim Biogradlić · Luka Lipošinović | Bulgaria (BUL) · Stefan Bozhkov · Georgi Naydenov · Kiril Rakarov · Manol Manolov · Nikola Kovachev · Panayot Panayotov · Ivan Kolev · Krum Yanev · Gavril Stoyanov · Todor Diev · Yosif Yosifov · Georgi Dimitrov · Milcho Goranov · Dimitar Milanov |
| Roma 1960             | Nam Tư (YUG) · Andrija Anković · Vladimir Durković · Milan Galić · Fahrudin Jusufi · Tomislav Knez · Bora Kostić · Aleksandar Kozlina · Dušan Maravić · Željko Matuš · Željko Perušić · Novak Roganović · Velimir Sombolac · Milutin Šoškić · Silvester Takač · Blagoje Vidinić · Ante Žanetić | Đan Mạch (DEN) · Poul Andersen · John Danielsen · Henning Enoksen · Henry From · Bent Hansen · Poul Jensen · Hans Christian Nielsen · Harald Nielsen · Flemming Nielsen · Poul Pedersen · Jørn Sørensen · Tommy Troelsen · Erik Gaardhøje · Jørgen Hansen · Henning Helbrandt · Bent Krog · Erling Linde Larsen · Poul Mejer · Finn Sterobo                                                                          | Hungary (HUN) · Flórian Albert · Jenő Dálnoki · Zoltán Dudás · János Dunai · Lajos Faragó · János Göröcs · Ferenc Kovács · Dezső Novák · Pál Orosz · László Pál · Tibor Pál · Gyula Rákosi · Imre Sátori · Ernő Solymosi · Gábor Török · Pál Várhidi · Oszkár Vilezsál |
| Tokyo 1964            | Hungary (HUN) · Ferenc Bene · Tibor Csernai · János Farkas · József Gelei · Kálmán Ihász · Sándor Katona · Imre Komora · Ferenc Nógrádi · Dezső Novák · Árpád Orbán · Károly Palotai · Antal Szentmihályi · Gusztáv Szepesi · Zoltán Varga | Tiệp Khắc (TCH) · Jan Brumovský · Ludovít Cvetler · Ján Geleta · František Knebort · Karel Knesl · Karel Lichtnégl · Vojtech Masný · Štefan Matlák · Ivan Mráz · Karel Nepomucký · Zdeněk Pičman · František Schmucker · Anton Švajlen · Anton Urban · František Valošek · Josef Vojta · Vladimír Weiss | Đoàn thể thao Đức thống nhất (EUA) · Gerd Backhaus · Wolfgang Barthels · Bernd Bauchspieß · Gerhard Körner · Otto Fräßdorf · Henning Frenzel · Dieter Engelhardt · Herbert Pankau · Manfred Geisler · Jürgen Heinsch · Klaus Lisiewicz · Jürgen Nöldner · Peter Rock · Klaus-Dieter Seehaus · Hermann Stöcker · Werner Unger · Klaus Urbanczyk · Eberhard Vogel · Manfred Walter · Horst Weigang                   |
| Thành phố México 1968 | Hungary (HUN) · István Básti · Antal Dunai · Lajos Dunai · Ernő Noskó · Dezső Novák · Károly Fatér · László Fazekas · István Juhász · László Keglovich · Lajos Kocsis · Iván Menczel · László Nagy · Miklós Páncsics · István Sárközi · Lajos Szűcs · Zoltan Szarka · Miklós Szalai · Gábor Sárközi                                                                                                  | Bulgaria (BUL) · Stoyan Yordanov · Atanas Gerov · Georgi Hristakiev · Milko Gaydarski · Kiril Ivkov · Ivaylo Georgiev · Tsvetan Dimitrov · Evgeni Yanchovski · Petar Zhekov · Atanas Hhristov · Asparuh Donev · Kiril Hristov · Georgi Ivanov · Todor Nikolov · Yancho Dimitrov · Ivan Zafirov · Mihail Gyonin · Georgi Vasilev                                                                                      | Nhật Bản (JPN) · Kenzo Yokoyama · Hiroshi Katayama · Masakatsu Miyamoto · Yoshitada Yamaguchi · Mitsuo Kamata · Ryozo Suzuki · Kiyoshi Tomizawa · Takaji Mori · Aritatsu Ogi · Eizo Yuguchi · Shigeo Yaegashi · Teruki Miyamoto · Masashi Watanabe · Yasuyuki Kuwahara · Kunishige Kamamoto · Ikuo Matsumoto · Ryuichi Sugiyama · Masahiro Hamazaki ·                                                              |
| Munich 1972           | Ba Lan (POL) · Hubert Kostka · Zbigniew Gut · Jerzy Gorgoń · Zygmunt Anczok · Lesław Ćmikiewicz · Zygmunt Maszczyk · Jerzy Kraska · Kazimierz Deyna · Zygfryd Szołtysik · Włodzimierz Lubański · Robert Gadocha · Ryszard Szymczak · Antoni Szymanowski · Joachim Marx · Grzegorz Lato · Marian Ostafiński · Kazimierz Kmiecik                                                                       | Hungary (HUN) · István Géczi · Péter Vépi · Miklós Páncsics · Péter Juhász · Lajos Szűcs · Mihály Kozma · Antal Dunai · Lajos Kű · Béla Váradi · Ede Dunai · László Bálint · Lajos Kocsis · Kálmán Tóth · László Branikovics · József Kovács · Csaba Vidács · Adám Rothermel | Liên Xô (URS) · Oleg Blokhin · Murtaz Khurtsilava · Yuri Istomin · Vladimir Kaplichny · Viktor Kolotov · Evgeny Lovchev · Sergei Olshansky · Evhen Rudakov · Vyacheslav Semyonov · Gennady Yevriuzhikin · Oganes Zanazanyan · Andrei Yakubik · Arkady Andreasyan · Revaz Dzodzuashvili · Yozhef Sabo · Yuri Yeliseyev · Vladimir Onischenko · Anatoliy Kuksov · Vladimir Pilguy                                    |
| Munich 1972           | Ba Lan (POL) · Hubert Kostka · Zbigniew Gut · Jerzy Gorgoń · Zygmunt Anczok · Lesław Ćmikiewicz · Zygmunt Maszczyk · Jerzy Kraska · Kazimierz Deyna · Zygfryd Szołtysik · Włodzimierz Lubański · Robert Gadocha · Ryszard Szymczak · Antoni Szymanowski · Joachim Marx · Grzegorz Lato · Marian Ostafiński · Kazimierz Kmiecik                                                                       | Hungary (HUN) · István Géczi · Péter Vépi · Miklós Páncsics · Péter Juhász · Lajos Szűcs · Mihály Kozma · Antal Dunai · Lajos Kű · Béla Váradi · Ede Dunai · László Bálint · Lajos Kocsis · Kálmán Tóth · László Branikovics · József Kovács · Csaba Vidács · Adám Rothermel | Đông Đức (GDR) · Jürgen Croy · Manfred Zapf · Konrad Weise · Bernd Bransch · Jürgen Pommerenke · Jürgen Sparwasser · Hans-Jürgen Kreische · Joachim Streich · Wolfgang Seguin · Peter Ducke · Frank Ganzera · Lothar Kurbjuweit · Eberhard Vogel · Harald Irmscher · Ralf Schulenberg · Reinhard Häfner · Siegmar Watzlich                                                                                         |
| Montreal 1976         | Đông Đức (GDR) · Hans-Ulrich Grapenthin · Wilfried Gröbner · Jürgen Croy · Gerd Weber · Hans-Jürgen Dörner · Konrad Weise · Lothar Kurbjuweit · Reinhard Lauck · Gerd Heidler · Reinhard Häfner · Hans-Jürgen Riediger · Bernd Bransch · Martin Hoffmann · Gerd Kische · Wolfram Löwe · Hartmut Schade · Dieter Riedel                                                                               | Ba Lan (POL) · Jan Tomaszewski · Piotr Mowlik · Antoni Szymanowski · Jerzy Gorgoń · Wojciech Rudy · Władysław Żmuda · Zygmunt Maszczyk · Grzegorz Lato · Henryk Wawrowski · Henryk Kasperczak · Roman Ogaza · Kazimierz Kmiecik · Kazimierz Deyna · Andrzej Szarmach · Henryk Wieczorek · Lesław Ćmikiewicz · Jan Benigier ·                                                                                         | Liên Xô (URS) · Vladimir Astapovsky · Anatoly Konjkov · Viktor Matvienko · Mykhailo Fomenko · Stefan Reshko · Vladimir Troshkin · David Kipiani · Vladimir Onischenko · Viktor Kolotov · Vladimir Veremeev · Oleg Blokhin · Leonid Buryak · Vladimir Fyodorov · Aleksandr Minayev · Viktor Zvyagintsev · Leonid Nazarenko · Aleksandr Prokhorov                                                                    |
| Moskva 1980           | Tiệp Khắc (TCH) · Stanislav Seman · Luděk Macela · Josef Mazura · Libor Radimec · Zdeněk Rygel · Petr Němec · Ladislav Vízek · Jan Berger · Jindřich Svoboda · Luboš Pokluda · Werner Lička · Rostislav Václavíček · Jaroslav Netolička · Oldřich Rott · František Štambacher · František Kunzo | Đông Đức (GDR) · Bodo Rudwaleit · Arthur Ullrich · Lothar Hause · Frank Uhlig · Frank Baum · Rudiger Schnuphase · Frank Terletzki · Wolfgang Steinbach · Jurgen Bahringer · Werner Peter · Dieter Kühn · Norbert Trieloff · Matthias Müller · Matthias Liebers · Bernd Jakubowski · Wolf-Rudiger Netz | Liên Xô (URS) · Rinat Dasayev · Tengiz Sulakvelidze · Aleksandr Chivadze · Vagiz Khidiyatullin · Oleg Romantsev · Sergey Shavlo · Sergey Andreyev · Volodymyr Bezsonov · Yuri Gavrilov · Fyodor Cherenkov · Valery Gazzaev · Vladimir Pilguy · Sergej Baltacha · Sergei Nikulin · Khoren Hovhannisyan · Aleksandr Prokopenko                                                                                       |
| Los Angeles 1984      | Pháp (FRA) · William Ayache · Michel Bensoussan · Michel Bibard · Dominique Bijotat · François Brisson · Patrick Cubaynes · Patrice Garande · Philippe Jeannol · Guy Lacombe · Jean-Claude Lemoult · Jean Philippe Rohr · Albert Rust · Didier Senac · Jean-Christophe Thouvenel · José Touré · Daniel Xuereb · Jean Louis Zanon                                                                     | Brasil (BRA) · Pinga · Davi · Milton Cruz · Luís Henrique Dias · André Luís · Mauro Galvão · Tonho · Kita · Gilmar Popoca · Silvinho · Gilmar · Ademir · Paulo Santos · Ronaldo Silva · Dunga · Chicão · Luiz Carlos Winck | Nam Tư (YUG) · Mirsad Baljić · Mehmed Baždarević · Vlado Čapljić · Borislav Cvetković · Stjepan Deverić · Milko Djurovski · Marko Elsner · Nenad Gračan · Tomislav Ivković · Srečko Katanec · Branko Miljuš · Mitar Mrkela · Jovica Nikolić · Ivan Pudar · Ljubomir Radanović · Admir Smajić · Dragan Stojković |
| Seoul 1988            | Liên Xô (URS) · Dmitri Kharine · Gela Ketashvili · Igor Sklyarov · Oleksiy Cherednyk · Arvydas Janonis · Vadym Tyshchenko · Yevgeni Kuznetsov · Igor Ponomaryov · Aleksandr Borodyuk · Igor Dobrovolski · Vladimir Liuty · Evgeni Jarovenko · Sergei Fokin · Vladimir Tatarchuk · Alexei Mikhailichenko · Aleksei Prudnikov · Viktor Losev · Sergei Gorlukovich · Yuri Savichev · Arminas Narbekovas | Brasil (BRA) · Ademir · Aloísio · Andrade · Batista · Bebeto · Careca · André Cruz · Edmar · Geovani · João Paulo · Jorginho · Milton · Neto · Romário · Cláudio Taffarel · Luiz Carlos Winck · Ricardo Gomes · Mazinho · Valdo Filho · Zé Carlos | Tây Đức (FRG) · Oliver Reck · Michael Schulz · Armin Görtz · Wolfgang Funkel · Thomas Hörster · Olaf Janßen · Rudolf Bommer · Holger Fach · Jürgen Klinsmann · Wolfram Wuttke · Frank Mill · Uwe Kamps · Roland Grahammer · Thomas Häßler · Christian Schreier · Fritz Walter · Ralf Sievers · Gerhard Kleppinger · Karlheinz Riedle · Gunnar Sauer                                                                |
| Barcelona 1992        | Tây Ban Nha (ESP) · José Amavisca · Rafael Berges · Santiago Cañizares · Abelardo · Albert Ferrer · Pep Guardiola · Miguel Hernández · Toni · Mikel Lasa · Juanma López · Javier Manjarín · Luis Enrique · Kiko Narváez · Alfonso · Antonio Pinilla · Paco Soler · Gabriel Vidal · Roberto Solozábal · David Villabona · Francisco Veza                                                              | Ba Lan (POL) · Dariusz Adamczuk · Marek Bajor · Jerzy Brzęczek · Marek Koźmiński · Dariusz Gęsior · Marcin Jałocha · Tomasz Łapiński · Tomasz Wałdoch · Aleksander Kłak · Andrzej Kobylański · Ryszard Staniek · Wojciech Kowalczyk · Andrzej Juskowiak · Grzegorz Mielcarski · Piotr Świerczewski · Mirosław Walogóra · Dariusz Koseła · Arkadiusz Onyszko · Dariusz Szubert · Tomasz Wieszczycki                   | Ghana (GHA) · Joachin Yaw Acheampong · Simon Addo · Sammi Adjei · Maxwell Konadu · Mamood Amadu · Isaac Asare · Frank Amankwah · Nii Lamptey · Bernard Aryee · Kwame Ayew · Mohammed Gargo · Mohammed Kalilu · Ibrahim Dossey · Samuel Osei Kuffour · Samuel Kumah · Anthony Mensah · Alex Nyarko · Yaw Preko · Shamo Quaye · Oli Rahman                                                                           |
| Atlanta 1996          | Nigeria (NGR) · Daniel Amokachi · Emmanuel Amunike · Tijani Babangida · Celestine Babayaro · Emmanuel Babayaro · Teslim Fatusi · Victor Ikpeba · Dosu Joseph · Nwankwo Kanu · Garba Lawal · Abiodon Obafemi · Kingsley Obiekwu · Uche Okechukwu · Jay-Jay Okocha · Sunday Oliseh · Mobi Oparaku · Wilson Oruma · Taribo West                                                                         | Argentina (ARG) · Matías Almeyda · Roberto Ayala · Christian Bassedas · Carlos Bossio · Pablo Cavallero · José Chamot · Hernán Crespo · Marcelo Delgado · Marcelo Gallardo · Claudio López · Gustavo López · Hugo Morales · Ariel Ortega · Pablo Paz · Mauricio Pineda · Roberto Sensini · Diego Simeone · Javier Zanetti                                                                                            | Brasil (BRA) · Dida · Zé María · Aldair · Ronaldo Guiaro · Flávio Conceição · Roberto Carlos · Bebeto · Amaral · Ronaldo · Rivaldo · Sávio · Danrlei · Narciso · André Luiz · Zé Elias · Marcelinho · Luizão · Juninho |
| Sydney 2000           | Cameroon (CMR) · Samuel Eto'o · Serge Mimpo · Clément Beaud · Aaron Nguimbat · Joël Epalle · Modeste M'bami · Patrice Abanda · Nicolas Alnoudji · Daniel Bekono · Serge Branco · Lauren · Carlos Kameni · Patrick Mboma · Albert Meyong · Daniel Kome · Geremi · Patrick Suffo · Pierre Womé | Tây Ban Nha (ESP) · David Albelda · Iván Amaya · Miguel Ángel Angulo · Daniel Aranzubia · Joan Capdevila · Jordi Ferrón · Gabri · Xavi · Jesús Lacruz · Albert Luque · Carlos Marchena · Felip Ortiz · Carles Puyol · José María Romero · Ismael Ruiz · Raúl Tamudo · Toni Velamazán · Unai Vergara | Chile (CHI) · Pedro Reyes · Nelson Tapia · Iván Zamorano · Javier di Gregorio · Cristian Álvarez · Francisco Arrué · Pablo Contreras · Sebastián González · David Henríquez · Manuel Ibarra · Claudio Maldonado · Reinaldo Navia · Rodrigo Núñez · Rafael Olarra · Patricio Ormazábal · David Pizarro · Rodrigo Tello · Mauricio Rojas                                                                             |
| Athens 2004           | Argentina (ARG) · Germán Lux · Willy Caballero · Roberto Ayala · Fabricio Coloccini · Gabriel Heinze · Clemente Rodríguez · Leandro Fernández · Javier Mascherano · Kily González · Andrés D'Alessandro · Lucho González · Nicolás Medina · César Delgado · Carlos Tevez · Mauro Rosales · Javier Saviola · Mariano González · Luciano Figueroa                                                      | Paraguay (PAR) · Rodrigo Romero · Emilio Martínez · Julio Manzur · Carlos Gamarra · José Devaca · Celso Esquivel · Pablo Giménez · Edgar Barreto · Fredy Barreiro · Diego Figueredo · Aureliano Torres · Pedro Benitez · Julio César Enciso · Julio González · Ernesto Cristaldo · Osvaldo Díaz · José Cardozo · Diego Barreto                                                                                       | Ý (ITA) · Ivan Pelizzoli · Marco Amelia · Emiliano Moretti · Matteo Ferrari · Andrea Barzagli · Cesare Bovo · Giorgio Chiellini · Daniele Bonera · Giampiero Pinzi · Angelo Palombo · Andrea Pirlo · Daniele De Rossi · Marco Donadel · Alberto Gilardino · Simone Del Nero · Giuseppe Sculli · Andrea Gasbarroni · Giandomenico Mesto                                                                             |
| Bắc Kinh 2008         | Argentina (ARG) · Óscar Ustari · Ezequiel Garay · Fabián Monzón · Pablo Zabaleta · Fernando Gago · Federico Fazio · José Sosa · Éver Banega · Ezequiel Lavezzi · Juan Román Riquelme · Ángel Di María · Nicolás Pareja · Lautaro Acosta · Javier Mascherano · Lionel Messi · Sergio Agüero · Diego Buonanotte · Sergio Romero · Nicolas Navarro                                                      | Nigeria (NGR) · Ambruse Vanzekin · Chibuzor Okonkwo · Onyekachi Apam · Dele Adeleye · Monday James · Chinedu Obasi · Sani Kaita · Victor Obinna · Promise Isaac · Solomon Okoronkwo · Oluwafemi Ajilore · Olubayo Adefemi · Peter Odemwingie · Efe Ambrose · Victor Anichebe · Emmanuel Ekpo · Ikechukwu Ezenwa · Oladapo Olufemi                                                                                    | Brasil (BRA) · Diego Alves · Renan · Rafinha · Alex Silva · Thiago Silva · Marcelo · Ilsinho · Breno · Hernanes · Anderson · Lucas Leiva · Ronaldinho · Ramires · Diego · Thiago Neves · Alexandre Pato · Rafael Sóbis · Jô |
| Luân Đôn 2012         | México (MEX) · José Corona · Israel Jiménez · Carlos Salcido · Hiram Mier · Dárvin Chávez · Héctor Herrera · Javier Cortés · Marco Fabián · Oribe Peralta · Giovani dos Santos · Javier Aquino · Raúl Jiménez · Diego Reyes · Jorge Enríquez · Néstor Vidrio · Miguel Ángel Ponce · Néstor Araujo · José Antonio Rodríguez                                                                           | Brasil (BRA) · Gabriel · Rafael · Thiago Silva (captain) · Juan Jesus · Sandro · Marcelo · Lucas Moura · Rômulo · Leandro Damião · Oscar · Neymar · Hulk · Bruno Uvini · Danilo · Alex Sandro · Ganso · Alexandre Pato · Neto | Hàn Quốc (KOR) · Jung Sung-ryong · Oh Jae-suk · Yun Suk-young · Kim Young-gwon · Kim Kee-hee · Ki Sung-yueng · Kim Bo-kyung · Baek Sung-dong · Ji Dong-won · Park Chu-young · Nam Tae-hee · Hwang Seok-ho · Koo Ja-cheol · Kim Chang-soo · Park Jong-Woo · Jung Woo-young · Kim Hyun-sung · Lee Bum-young |
| Rio 2016              | Brasil (BRA) · Weverton · Zeca · Rodrigo Caio · Marquinhos · Renato Augusto · Douglas Santos · Luan · Rafinha · Gabriel · Neymar · Gabriel Jesus · Walace · William · Luan Garcia · Rodrigo Dourado · Thiago Maia · Felipe Anderson · Uilson · | Đức (GER) · Timo Horn · Jeremy Toljan · Lukas Klostermann · Matthias Ginter · Niklas Süle · Sven Bender · Max Meyer · Lars Bender · Davie Selke · Leon Goretzka · Julian Brandt · Jannik Huth · Philipp Max · Robert Bauer · Max Christiansen · Grischa Prömel · Serge Gnabry · Nils Petersen · Eric Oelschlägel | Nigeria (NGR) · Daniel Akpeyi · Muenfuh Sincere · Kingsley Madu · Shehu Abdullahi · Saturday Erimuya · William Troost-Ekong · Aminu Umar · Oghenekaro Etebo · Imoh Ezekiel · John Obi Mikel · Junior Ajayi · Popoola Saliu · Umar Sadiq · Azubuike Okechukwu · Ndifreke Udo · Stanley Amuzie · Usman Mohammed · Emmanuel Daniel ·                                                                                  |
| Tokyo 2020            | Brasil (BRA) · Santos · Gabriel Menino · Diego Carlos · Ricardo Graça · Douglas Luiz · Guilherme Arana · Paulinho · Bruno Guimarães · Matheus Cunha · Richarlison · Antony · Brenno · Dani Alves · Bruno Fuchs · Nino · Abner Vinícius · Malcom · Matheus Henrique · Reinier · Claudinho · Gabriel Martinelli · Lucão                                                                                | Tây Ban Nha (ESP) · Unai Simón · Óscar Mingueza · Marc Cucurella · Pau Torres · Jesús Vallejo · Martín Zubimendi · Marco Asensio · Mikel Merino · Rafa Mir · Dani Ceballos · Mikel Oyarzabal · Eric García · Álvaro Fernández · Carlos Soler · Jon Moncayola · Pedri · Javi Puado · Óscar Gil · Dani Olmo · Juan Miranda · Bryan Gil · Iván Villar                                                                   | México (MEX) · Luis Malagón · Jorge Sánchez · César Montes · Jesús Alberto Angulo · Johan Vásquez · Vladimir Loroña · Luis Romo · Carlos Rodríguez · Henry Martín · Diego Lainez · Alexis Vega · Adrián Mora · Guillermo Ochoa · Érick Aguirre · Uriel Antuna · José Joaquín Esquivel · Sebastián Córdova · Eduardo Aguirre · Ricardo Angulo · Fernando Beltrán · Roberto Alvarado · Sebastián Jurado              |
| Paris 2024            | Tây Ban Nha (ESP) · Álex Baena · Pablo Barrios · Adrián Bernabé · Sergio Camello · Pau Cubarsí · Eric García · Joan García · Sergio Gómez · Miguel Gutiérrez · Alejandro Iturbe · Diego López · Fermín López · Juan Miranda · Cristhian Mosquera · Samu Omorodion · Aimar Oroz · Jon Pacheco · Marc Pubill · Abel Ruiz · Juanlu Sánchez · Arnau Tenas · Beñat Turrientes                             | Pháp (FRA) · Maghnes Akliouche · Loïc Badé · Rayan Cherki · Joris Chotard · Andy Diouf · Désiré Doué · Arnaud Kalimuendo · Manu Koné · Alexandre Lacazette · Johann Lepenant · Bradley Locko · Castello Lukeba · Soungoutou Magassa · Jean-Philippe Mateta · Chrislain Matsima · Enzo Millot · Obed Nkambadio · Michael Olise · Guillaume Restes · Kiliann Sildillia · Adrien Truffert                               | Maroc (MAR) · Munir Mohamedi · Achraf Hakimi · Akram Nakach · Mehdi Boukamir · Adil Tahif · Benjamin Bouchouari · Eliesse Ben Seghir · Bilal El Khannous · Soufiane Rahimi · Ilias Akhomach · Zakaria El Ouahdi · Rachid Ghanimi · Yassine Kechta · Oussama Targhalline · El Mehdi Maouhoub · Abde Ezzalzouli · Oussama El Azzouzi · Amir Richardson · Haytam Manaout                                              |

## Nữ
| Đại hội       | Vàng | Bạc | Đồng |
| ------------- | --- | --- | --- |
| Atlanta 1996  | Hoa Kỳ (USA) · Mary Harvey · Cindy Parlow · Carla Overbeck · Tiffany Roberts · Brandi Chastain · Staci Wilson · Shannon MacMillan · Mia Hamm · Michelle Akers-Stahl · Julie Foudy · Carin Gabarra · Kristine Lilly · Joy Fawcett · Tisha Venturini · Tiffeny Milbrett · Briana Scurry | Trung Quốc (CHN) · Zhong Honglian · Wang Liping · Fan Yunjie · Yu Hongqi · Xie Huilin · Zhao Lihong · Wei Haiying · Shui Qingxia · Sun Wen · Liu Ailing · Sun Qingmei · Wen Lirong · Liu Ying · Chen Yufeng · Shi Guihong · Gao Hong | Na Uy (NOR) · Bente Nordby · Agnete Carlsen · Gro Espeseth · Nina Nymark Andersen · Merete Myklebust · Hege Riise · Anne Nymark Andersen · Heidi Støre · Marianne Pettersen · Linda Medalen · Brit Sandaune · Kjersti Thun · Tina Svensson · Tone Haugen · Trine Tangeraas · Ann-Kristin Aarønes · Tone Gunn Frustøl · Reidun Seth · Ingrid Sternhoff                      |
| Sydney 2000   | Na Uy (NOR) · Gro Espeseth · Bente Nordby · Marianne Pettersen · Hege Riise · Kristin Bekkevold · Ragnhild Gulbrandsen · Solveig Gulbrandsen · Margunn Haugenes · Ingeborg Hovland · Christine Bøe Jensen · Silje Jørgensen · Monica Knudsen · Gøril Kringen · Unni Lehn · Dagny Mellgren · Anita Rapp · Brit Sandaune · Bente Kvitland                                                    | Hoa Kỳ (USA) · Brandi Chastain · Joy Fawcett · Julie Foudy · Mia Hamm · Kristine Lilly · Tiffeny Milbrett · Carla Overbeck · Cindy Parlow · Briana Scurry · Lorrie Fair · Shannon MacMillan · Siri Mullinix · Christie Pearce · Nikki Serlenga · Danielle Slaton · Kate Sobrero · Sara Whalen | Đức (GER) · Ariane Hingst · Melanie Hoffmann · Steffi Jones · Renate Lingor · Maren Meinert · Sandra Minnert · Claudia Mueller · Birgit Prinz · Silke Rottenberg · Kerstin Stegemann · Bettina Wiegmann · Tina Wunderlich · Nicole Brandebusemeyer · Nadine Angerer · Doris Fitschen · Jeannette Goette · Stefanie Gottschlich · Inka Grings                               |
| Athens 2004   | Hoa Kỳ (USA) · Briana Scurry · Heather Mitts · Christie Rampone · Cat Reddick · Lindsay Tarpley · Brandi Chastain · Shannon Boxx · Angela Hucles · Mia Hamm · Aly Wagner · Julie Foudy · Cindy Parlow · Kristine Lilly · Joy Fawcett · Kate Markgraf · Abby Wambach · Heather O'Reilly · Kristin Luckenbill                                                                                | Brasil (BRA) · Andréia · Maravilha · Mônica · Tânia · Juliana · Daniela · Rosana · Renata Costa · Aline · Formiga · Elaine · Maycon · Pretinha · Marta · Cristiane · Roseli · Dayane · Grazielle | Đức (GER) · Silke Rottenberg · Kerstin Stegemann · Kerstin Garefrekes · Steffi Jones · Sarah Günther · Viola Odebrecht · Pia Wunderlich · Petra Wimbersky · Birgit Prinz · Renate Lingor · Martina Müller · Navina Omilade · Sandra Minnert · Isabell Bachor · Sonja Fuss · Conny Pohlers · Ariane Hingst · Nadine Angerer                                                 |
| Bắc Kinh 2008 | Hoa Kỳ (USA) · Hope Solo · Heather Mitts · Christie Rampone · Rachel Buehler · Lindsay Tarpley · Natasha Kai · Shannon Boxx · Amy Rodriguez · Heather O'Reilly · Aly Wagner · Carli Lloyd · Lauren Cheney · Tobin Heath · Stephanie Cox · Kate Markgraf · Angela Hucles · Lori Chalupny · Nicole Barnhart                                                                                  | Brasil (BRA) · Andréia · Simone · Andréia Rosa · Tânia · Renata Costa · Maycon · Daniela · Formiga · Ester · Marta · Cristiane · Bárbara · Francielle · Pretinha · Fabiana · Érika · Maurine · Rosana | Đức (GER) · Nadine Angerer · Kerstin Stegemann · Saskia Bartusiak · Babett Peter · Annike Krahn · Linda Bresonik · Melanie Behringer · Sandra Smisek · Birgit Prinz · Renate Lingor · Anja Mittag · Ursula Holl · Célia Okoyino da Mbabi · Simone Laudehr · Fatmire Bajramaj · Conny Pohlers · Ariane Hingst · Kerstin Garefrekes                                          |
| Luân Đôn 2012 | Hoa Kỳ (USA) · Hope Solo · Heather Mitts · Christie Rampone · Becky Sauerbrunn · Kelley O'Hara · Amy LePeilbet · Shannon Boxx · Amy Rodriguez · Heather O'Reilly · Carli Lloyd · Sydney Leroux · Lauren Cheney · Alex Morgan · Abby Wambach · Megan Rapinoe · Rachel Buehler · Tobin Heath · Nicole Barnhart                                                                               | Nhật Bản (JPN) · Miho Fukumoto · Yukari Kinga · Azusa Iwashimizu · Saki Kumagai · Aya Sameshima · Mizuho Sakaguchi · Kozue Ando · Aya Miyama · Nahomi Kawasumi · Homare Sawa · Shinobu Ohno · Kyoko Yano · Karina Maruyama · Asuna Tanaka · Megumi Takase · Mana Iwabuchi · Yūki Ōgimi · Ayumi Kaihori | Canada (CAN) · Karina LeBlanc · Emily Zurrer · Chelsea Stewart · Carmelina Moscato · Robyn Gayle · Kaylyn Kyle · Rhian Wilkinson · Diana Matheson · Candace Chapman · Lauren Sesselmann · Desiree Scott · Christine Sinclair · Sophie Schmidt · Melissa Tancredi · Kelly Parker · Jonelle Filigno · Brittany Timko · Erin McLeod · Melanie Booth · Marie-Ève Nault         |
| Rio 2016      | Đức (GER) · Almuth Schult · Josephine Henning · Saskia Bartusiak · Leonie Maier · Annike Krahn · Simone Laudehr · Melanie Behringer · Lena Goeßling · Alexandra Popp · Dzsenifer Marozsán · Anja Mittag · Tabea Kemme · Sara Däbritz · Babett Peter · Mandy Islacker · Melanie Leupolz · Isabel Kerschowski · Laura Benkarth · Svenja Huth                                                 | Thụy Điển (SWE) · Jonna Andersson · Emilia Appelqvist · Kosovare Asllani · Emma Berglund · Stina Blackstenius · Hilda Carlén · Lisa Dahlkvist · Magdalena Ericsson · Nilla Fischer · Pauline Hammarlund · Sofia Jakobsson · Hedvig Lindahl · Fridolina Rolfö · Elin Rubensson · Jessica Samuelsson · Lotta Schelin · Caroline Seger · Linda Sembrant · Olivia Schough                                        | Canada (CAN) · Stephanie Labbé · Allysha Chapman · Kadeisha Buchanan · Shelina Zadorsky · Rebecca Quinn · Deanne Rose · Rhian Wilkinson · Diana Matheson · Josée Bélanger · Ashley Lawrence · Desiree Scott · Christine Sinclair · Sophie Schmidt · Melissa Tancredi · Nichelle Prince · Janine Beckie · Jessie Fleming · Sabrina D'Angelo                                 |
| Tokyo 2020    | Canada (CAN) · Stephanie Labbé · Allysha Chapman · Kadeisha Buchanan · Shelina Zadorsky · Quinn · Deanne Rose · Julia Grosso · Jayde Riviere · Adriana Leon · Ashley Lawrence · Desiree Scott · Christine Sinclair · Évelyne Viens · Vanessa Gilles · Nichelle Prince · Janine Beckie · Jessie Fleming · Kailen Sheridan · Jordyn Huitema · Sophie Schmidt · Gabrielle Carle · Erin McLeod | Thụy Điển (SWE) · Hedvig Lindahl · Jonna Andersson · Emma Kullberg · Hanna Glas · Hanna Bennison · Magdalena Eriksson · Madelen Janogy · Lina Hurtig · Kosovare Asllani · Sofia Jakobsson · Stina Blackstenius · Jennifer Falk · Amanda Ilestedt · Nathalie Björn · Olivia Schough · Filippa Angeldal · Caroline Seger · Fridolina Rolfö · Anna Anvegård · Julia Roddar · Rebecka Blomqvist · Zećira Mušović | Hoa Kỳ (USA) · Alyssa Naeher · Crystal Dunn · Sam Mewis · Becky Sauerbrunn · Kelley O'Hara · Kristie Mewis · Tobin Heath · Julie Ertz · Lindsey Horan · Carli Lloyd · Christen Press · Tierna Davidson · Alex Morgan · Emily Sonnett · Megan Rapinoe · Rose Lavelle · Abby Dahlkemper · Adrianna Franch · Catarina Macario · Casey Krueger · Lynn Williams · Jane Campbell |
| Paris 2024    | Hoa Kỳ (USA) · Korbin Albert · Croix Bethune · Sam Coffey · Tierna Davidson · Crystal Dunn · Emily Fox · Naomi Girma · Lindsey Horan · Casey Krueger · Rose Lavelle · Casey Murphy · Alyssa Naeher · Jenna Nighswonger · Trinity Rodman · Emily Sams · Jaedyn Shaw · Sophia Smith · Emily Sonnett · Mallory Swanson · Lynn Williams                                                        | Brasil (BRA) · Adriana · Ana Vitória · Antônia · Angelina · Duda Sampaio · Gabi Nunes · Gabi Portilho · Jheniffer · Kerolin · Lauren · Lorena · Luciana · Ludmila · Marta · Priscila · Rafaelle Souza · Tainá · Tamires · Tarciane · Thaís · Vitória Yaya · Yasmim | Đức (GER) · Merle Frohms · Sarai Linder · Kathrin Hendrich · Bibiane Schulze · Marina Hegering · Janina Minge · Lea Schüller · Sydney Lohmann · Sjoeke Nüsken · Laura Freigang · Alexandra Popp · Ann-Katrin Berger · Sara Doorsoun · Elisa Senß · Giulia Gwinn · Jule Brand · Klara Bühl · Vivien Endemann · Felicitas Rauch · Nicole Anyomi                              |

## Vận động viên giành nhiều Huy chương Vàng

### Nam
Hai Huy chương Vàng
 Javier Mascherano (ARG) (2004, 2008)
 Dezső Novák (HUN) (1964, 1968)
 José Leandro Andrade (URU) (1924, 1928)
 Pedro Arispe (URU) (1924, 1928)
 Pedro Cea (URU) (1924, 1928)
 Andrés Mazali (URU) (1924, 1928)
 José Nasazzi (URU) (1924, 1928)
 Pedro Petrone (URU) (1924, 1928)
 Héctor Scarone (URU) (1924, 1928)
 Santos Urdinarán (URU) (1924, 1928)
 Arthur Berry (GBR) (1908, 1912)
 Vivian Woodward (GBR) (1908, 1912)

### Nữ
Ba Huy chương Vàng
 Shannon Boxx (USA) (2004, 2008, 2012)
 Christie Rampone (USA) (2004, 2008, 2012)
 Heather Mitts (USA) (2004, 2008, 2012)
 Heather O'Reilly (USA) (2004, 2008, 2012)
Hai Huy chương Vàng
 Nicole Barnhart (USA) (2008, 2012)
 Rachel Buehler (USA) (2008, 2012)
 Brandi Chastain (USA) (1996, 2004)
 Lauren Cheney (USA) (2008, 2012)
 Joy Fawcett (USA) (1996, 2004)
 Julie Foudy (USA) (1996, 2004)
 Angela Hucles (USA) (2004, 2008)
 Mia Hamm (USA) (1996, 2004)
 Tobin Heath (USA) (2008, 2012)
 Kristine Lilly (USA) (1996, 2004)
 Carli Lloyd (USA) (2008, 2012)
 Kate Markgraf (USA) (2004, 2008)
 Cindy Parlow (USA) (1996, 2004)
 Amy Rodriguez (USA) (2008, 2012)
 Briana Scurry (USA) (1996, 2004)
 Hope Solo (USA) (2008, 2012)
 Lindsay Tarpley (USA) (2004, 2008)
 Aly Wagner (USA) (2004, 2008)
 Abby Wambach (USA) (2004, 2012)